# Mário Tavares
Mário Tavares (Pindamonhangaba, 25 de maio de 1874 — São Paulo, 22 de fevereiro de 1958) foi um político e jornalista brasileiro.
Fez seus primeiros estudos na cidade natal, transferindo-se depois para a cidade de São Paulo, onde fez os cursos preparatórios no Ateneo Paulista e no Curso Anexo da Faculdade de Direito, em 1891. Bacharelou-se em Ciências Sociais em 1895, e, no ano seguinte, em Ciências Jurídicas.
Diretor do antigo jornal Comércio de São Paulo e presidente do Correio Paulistano, colaborou também em outros órgãos da imprensa paulista e carioca. Exerceu o cargo de promotor público de Iguape, de onde foi removido para a cidade de Araras.
Participou, em 1899, do diretório do Partido Republicano Paulista na cidade de Araras, desenvolvendo ali sua atividade política. Foi eleito ao congresso estadual em 1903, participando dos debates sobre a reforma constitucional, tendo tomado parte ativa nas discussões da reforma eleitoral municipal, do processo civil e comercial e do sistema da eleição municipal.
Em 1904 fez parte da Comissão de Instrução Pública, cargo que exerceu durante dez anos. Em 1916, foi eleito presidente da Comissão da Fazenda na Câmara, tendo sido indicado lider da bancada do PRP. Foi eleito senador estadual no Senado do Congresso Legislativo do Estado de São Paulo, ocupando o cargo de 1922 até 1930. Licenciou-se do mandato de senador para exercer o cargo de secretário da Fazenda e do Tesouro do Estado de São Paulo na gestão do presidente do Estado de São Paulo, Carlos de Campos, a partir de 1 de maio de 1924, quando da posse do chefe de governo. Em 1941, foi eleito presidente do Banco do Estado de São Paulo, permanecendo no cargo até março de 1947.
Foi candidato a governador do Estado de São Paulo nas eleições de 1947 pelo Partido Social Democrático, ficando em terceiro lugar, com 25,9% dos votos. Ele ficou atrás do vencedor da eleição Adhemar de Barros e de Hugo Borghi, que ficaram com 35,3% e 30,5% dos votos respectivamente.
Pai do engenheiro civil Brenno Tavares, o responsável pela obra da Igreja Nossa Senhora do Brasil, em São Paulo.